# Населені пункти України, яким надано магдебурзьке право
Це список населених пунктів на територрії України, які користувалися магдебурзьким правом.
Магдебурзьке право (німецьке, або тевтонське, міське право) — одна з найпоширеніших правових систем міського самоврядування у Центральній Європі у середні віки, яка поширилася і на українські населені пункти, починаючи з XIII століття.

## Міста
| Місто                            | Сучасний статус                                             | Роки                                        |
| -------------------------------- | ----------------------------------------------------------- | ------------------------------------------- |
| Львів                            | місто, обласний центр                                       | між 1256 і 1301, 1287, 1356°                |
| Володимир                        | місто, районний центр                                       | 1287, 1324, 1431, 1490-ті, 1509, 1532, 1570 |
| Луцьк                            | місто, обласний центр                                       | 1287, 1432, 1497, 1503                      |
| Хуст (нюрнберзьке право)         | місто, районний центр                                       | 1329                                        |
| Тячів (нюрнберзьке право)        | місто, районний центр                                       | 1329                                        |
| Вишкове (нюрнберзьке право)      | селище Вишково в Закарпатській області                      | 1329                                        |
| Галич                            | місто в Івано-Франківській області                          | 1351, 1367, 1510                            |
| Судова Вишня (Вишня)             | місто у Львівській області                                  | 1368                                        |
| Коломия                          | місто, районний центр                                       | 1370, 1405, 1424                            |
| Буськ                            | місто у Львівській області                                  | 1372*, 1411°                                |
| Кам'янець                        | місто Кам'янець-Подільський, районний центр                 | 1374, 1432                                  |
| Белз                             | місто у Львівській області                                  | 1377, 1509                                  |
| Теребовля                        | місто в Тернопільській області                              | 1387 або 1389                               |
| Городок (Солоний Городок)        | місто у Львівській області                                  | 1389                                        |
| Саврань                          | с-ще в Одеській області                                     | 1380-ті–1390-ті                             |
| Погонич (Новий Самбір)           | місто Самбір, районний центр                                | 1390*, 1419°                                |
| Дрогобич                         | місто, районний центр                                       | 1392*, 1422°, 1460, 1506°                   |
| Жидачів (Удеч, Зудеч)            | місто у Львівській області                                  | 1393                                        |
| Глиняни                          | місто у Львівській області                                  | 1397, 1425                                  |
| Зашків                           | село у Львівському районі Львівської області                | 1397                                        |
| Костеїв                          | село у Львівській області                                   | 1397                                        |
| Кротошин                         | село у Львівській області                                   | 1397                                        |
| Мервичі (част.)                  | село у Львівській області                                   | 1397                                        |
| Сколе (Александрія)              | місто у Львівській області                                  | 1397 або 1661*                              |
| Ушковичі                         | село у Львівській області                                   | 1397                                        |
| Щирець                           | с-ще у Львівській області                                   | 1397                                        |
| Біще                             | село в Тернопільській області                               | 1399*                                       |
| Стіжок                           | село в Тернопільській області                               | XIV ст. або 1438                            |
| Фельштин (Фулленштайн)           | село Скелівка у Львівській області                          | 1400*                                       |
| Пнікут                           | село у Львівській області                                   | 1402                                        |
| Великі Голоски                   | нині в межах Львова                                         | 1404                                        |
| Мостиська                        | місто у Львівській області                                  | 1404                                        |
| Годовиця                         | село у Львівській області                                   | 1405                                        |
| Зубра                            | село у Львівській області                                   | 1408, 1442, 1464, 1556 і 1607               |
| Нижанковичі (Краснополе)         | с-ще Нижанковичі у Львівській області                       | 1408 або 1448                               |
| Нове Місто Бибель                | село Нове Місто у Львівській області                        | 1408*, до 1433° або 1463                    |
| Рогатин                          | місто в Івано-Франківській області                          | 1415                                        |
| Стрілиська (Стрілища)            | с-ще Нові Стрілища у Львівській області                     | 1417                                        |
| Добрівляни                       | село у Дрогобицькому районі Львівської області              | 1418                                        |
| Долина                           | місто в Івано-Франківській області                          | 1418*, 1525                                 |
| Дрищів                           | село Надрічне у Тернопільській області                      | 1420                                        |
| Жуків                            | село у Тернопільській області                               | 1420                                        |
| Перемиль                         | село у Волинській області                                   | 1420 або 1430, кін. XV ст.                  |
| Ратне                            | с-ще у Волинській області                                   | 1420 або 1440                               |
| Зальцборк (Сіль)                 | с-ще Стара Сіль у Львівській області                        | 1421                                        |
| Потелич                          | село у Львівській області                                   | 1423*, 1498                                 |
| Дунаїв                           | село у Львівській області                                   | 1424                                        |
| Нагуєвичі                        | село у Львівській області                                   | 1424                                        |
| Сокаль                           | місто у Львівській області                                  | 1424                                        |
| Краковець                        | с-ще у Львівській області                                   | 1425*                                       |
| Старий Самбір                    | місто у Львівській області                                  | 1425*, 1533 або 1553                        |
| Кам'янка-Струмилова              | місто Кам'янка-Бузька у Львівській області                  | 1428*, 1471, 1509°                          |
| Летичів                          | с-ще у Хмельницькій області                                 | 1429, 1446, 1537, 1558                      |
| Камінь-Каширський                | місто, районний центр                                       | 1430                                        |
| Лукавиця                         | село у Львівській області                                   | 1430, 1565                                  |
| Київ                             | місто, столиця України                                      | бл. 1430, 1494 або 1498, 1514, 1516, 1665   |
| Стрий                            | місто, районний центр                                       | 1431°                                       |
| Бібрка                           | місто у Львівській області                                  | 1433*, 1469° або 1569                       |
| Оринин                           | село у Хмельницькій області                                 | 1434–1444                                   |
| Зіньківці                        | село Зіньківці або Зіньків Хмельницької області             | 1436, 1444                                  |
| Сатанів                          | с-ще у Хмельницькій області                                 | 1436, 1444, 1641                            |
| Яворів                           | місто, районний центр                                       | 1436*, 1569                                 |
| Ходорівстав                      | місто Ходорів у Львівській області                          | 1436*                                       |
| Поморяни                         | с-ще у Львівській області                                   | 1437*, 1504°                                |
| Скнилів                          | село у Львівському районі Львівської області                | 1437                                        |
| Чишки                            | село у Львівському районі Львівської області                | 1437                                        |
| Кременець                        | місто, районний центр                                       | 1438, 1442, 1536                            |
| Крукеничі                        | село у Львівській області                                   | 1439*                                       |
| Бедриківці                       | село в Тернопільській області                               | 1440-ві, 1453                               |
| Стебник                          | місто у Львівській області                                  | 1440                                        |
| Олесько                          | с-ще у Львівській області                                   | 1441*                                       |
| Бартольдова Корчма               | село Бартатів у Львівській області                          | 1442                                        |
| Куликів                          | с-ще у Львівській області                                   | 1442*                                       |
| Нараїв                           | село в Тернопільській області                               | 1443 або 1578*                              |
| Скала                            | с-ще Скала-Подільська в Тернопільській області              | 1443, 1510, 1518                            |
| Хмільник                         | місто, районний центр                                       | 1443 або 1448, 1518, 1556                   |
| Житомир                          | місто, обласний центр                                       | 1444                                        |
| Мукачево                         | місто, районний центр                                       | 1445                                        |
| Брухналь                         | село Терновиця у Львівській області                         | 1447*, 1518°                                |
| Велика Горожанна                 | село у Львівській області                                   | 1448                                        |
| Смотрич                          | с-ще у Хмельницькій області                                 | 1448                                        |
| Снятин                           | місто в Івано-Франківській області                          | 1448                                        |
| Тисмениця                        | місто в Івано-Франківській області                          | 1448 або 1449                               |
| Тлумач                           | місто в Івано-Франківській області                          | 1448                                        |
| Червоногород                     | нині не існує                                               | 1448                                        |
| Чемерівці                        | с-ще у Хмельницькій області                                 | 1450                                        |
| Литовеж                          | село у Волинській області                                   | 1451                                        |
| Коропець                         | с-ще у Тернопільській області                               | 1453, 1505                                  |
| Монастириська                    | місто в Тернопільській області                              | 1454                                        |
| Гусятин                          | с-ще в Тернопільській і село у Хмельницькій області         | 1455, 1559                                  |
| Ярмолинці                        | с-ще у Хмельницькій області                                 | 1455                                        |
| Боляновичі                       | село у Львівській області                                   | 1458*                                       |
| Зіньків                          | село у Хмельницькій області                                 | 1458, 1566                                  |
| Гологори                         | село у Львівській області                                   | 1461*, 1469                                 |
| Угнів                            | місто у Львівській області                                  | 1462                                        |
| Буцнів                           | село в Тернопільській області                               | 1469                                        |
| Товсте                           | село в Тернопільській області                               | 1469, 1720                                  |
| Комарно                          | місто у Львівській області                                  | 1471 або 1473                               |
| Добротвір                        | село Старий Добротвір у Львівській області                  | 1472*                                       |
| Рівне                            | місто, обласний центр                                       | 1481 або 1492, або 1493                     |
| Шаравка                          | село Шарівка у Хмельницькій області                         | 1484, 1588                                  |
| Золотники                        | село в Тернопільській області                               | 1485                                        |
| Білий Камінь                     | село у Львівській області                                   | 1493                                        |
| Смільне                          | село у Львівській області                                   | 1493*                                       |
| Брацлав                          | с-ще у Вінницькій області                                   | 1497 (підтв.), 1564                         |
| Дубно                            | місто, районний центр                                       | 1498 або 1507, або 1578                     |
| Стоянів                          | село у Львівській області                                   | 1499*, 1547, або 1557°                      |
| Букачівці                        | с-ще в Івано-Франківській області                           | кін. XV ст.                                 |
| Вишнівець                        | с-ще в Тернопільській області                               | кін. XV ст., 1560                           |
| Княгиничі (Березівці)            | село в Івано-Франківській області                           | 1502*, 1563°                                |
| Кукизів (Красний Острів)         | село Кукезів у Львівській області                           | 1502 або 1538, 1699°                        |
| Стремільче                       | село у Львівській області                                   | 1503                                        |
| Любомль                          | місто у Волинській області                                  | 1505*, 1541°                                |
| Філіпківці                       | село Пилипче в Тернопільській області                       | 1505                                        |
| Тучин                            | село в Рівненській області                                  | 1508                                        |
| Підгородище (Підгороддя)         | село у Львівській області                                   | 1509                                        |
| Журів                            | село Джурів в Івано-Франківській області                    | 1510                                        |
| Підкамінь                        | село Ходорівці у Хмельницькій області                       | 1510                                        |
| Подфіліпіє                       | село Підпилип'я у Хмельницькій області                      | 1510                                        |
| Соколів                          | нині не існує                                               | 1511                                        |
| Квасів                           | село у Волинській області                                   | 1513                                        |
| Дорогобуж                        | село в Рівненській області                                  | 1514                                        |
| Бучач                            | місто в Тернопільській області                              | 1515, XVIII ст.                             |
| Підкамінь                        | село в Івано-Франківській області                           | 1515                                        |
| Угринів                          | село у Львівській області                                   | 1515, 1641°                                 |
| Білів                            | село в Рівненській області                                  | 1516                                        |
| Журавно                          | с-ще у Львівській області                                   | 1516*, 1563                                 |
| Кодруб'є                         | село Колодрібка в Тернопільській області                    | 1516                                        |
| Красилів                         | місто у Хмельницькій області                                | 1517                                        |
| Кузьмин                          | село у Хмельницькій області                                 | 1517                                        |
| Верба                            | село в Рівненській області                                  | 1518                                        |
| Ковель                           | місто, районний центр                                       | 1518                                        |
| Ягільниця                        | село в Тернопільській області                               | 1518                                        |
| Язловець                         | село в Тернопільській області                               | 1519, 1753                                  |
| Саранчуки                        | село в Тернопільській області                               | 1520–1525                                   |
| Залізці                          | с-ще в Тернопільській області                               | 1520 або 1522                               |
| Уланів                           | село у Вінницькій області                                   | 1520, 1552, 1606                            |
| Чартковиці                       | місто Чортків, районний центр                               | 1522 або 1532, 1560                         |
| Золочів                          | місто, районний центр                                       | 1523                                        |
| Гусаків                          | село у Львівській області                                   | 1525                                        |
| Щуровичі                         | село у Львівській області                                   | 1525                                        |
| Берездівці                       | село у Львівській області                                   | 1526*                                       |
| Острог                           | місто в Рівненській області                                 | 1528, 1585                                  |
| Хирів                            | місто у Львівській області                                  | 1528                                        |
| Чернехів                         | село Черняхів в Рівненській області                         | 1529                                        |
| Бережани                         | місто в Тернопільській області                              | 1530                                        |
| Великі Бірки                     | с-ще в Тернопільській області                               | 1530                                        |
| Монастирець                      | село Журавненської ТГ у Львівській області                  | 1530                                        |
| Немирів                          | с-ще у Львівській області                                   | 1530*†, 1580°                               |
| Куропатники                      | село в Тернопільській області                               | 1531                                        |
| Перевали                         | село у Волинській області                                   | 1531*                                       |
| Варяж                            | село у Львівській області                                   | 1538                                        |
| Козова                           | с-ще в Тернопільській області                               | 1539, 1650                                  |
| Підгайці                         | місто в Тернопільській області                              | 1539                                        |
| Бар                              | місто у Вінницькій області                                  | 1540                                        |
| Гвіздець                         | с-ще в Івано-Франківській області                           | 1540                                        |
| Торчин                           | с-ще у Волинській області                                   | 1540                                        |
| Лисовичі                         | село у Львівській області                                   | 1542†                                       |
| Озерна                           | село в Тернопільській області                               | 1542 або 1602*                              |
| Стара Синява                     | с-ще у Хмельницькій області                                 | 1543, 1558                                  |
| Фрага                            | село в Івано-Франківській області                           | 1544*                                       |
| Ялтушків                         | село у Вінницькій області                                   | 1546 або 1548, або 1556, 1581, 1607         |
| Вижва                            | село Нова Вижва у Волинській області                        | 1548                                        |
| Тернопіль                        | місто, обласний центр                                       | 1548                                        |
| Устя-Зелене                      | село в Тернопільській області                               | 1548                                        |
| Августів (Великі Мости)          | місто у Львівській області                                  | 1549 або 1559                               |
| Буданів                          | село в Тернопільській області                               | 1549                                        |
| Тлусте                           | с-ще Товсте в Тернопільській області                        | 1549, 1701                                  |
| Калуш                            | місто, районний центр                                       | 1549                                        |
| Горожанка                        | село в Тернопільській області                               | 1550                                        |
| Миляновичі (Ольшаниця)           | село у Волинській області                                   | 1550                                        |
| Хильчиці                         | село у Львівській області                                   | 1550*                                       |
| Підкамінь                        | с-ще у Львівській області                                   | 1551 або 1569                               |
| Войнилів                         | с-ще в Івано-Франківській області                           | 1552                                        |
| Яблунів                          | село в Тернопільській області                               | 1553                                        |
| Сухостав                         | село в Тернопільській області                               | 1553                                        |
| Адрінопіль                       | нині не існує                                               | 1554*                                       |
| Вишгородок                       | село в Тернопільській області                               | 1554                                        |
| Глинна (Янів)                    | село в Тернопільській області                               | 1556†                                       |
| Чорноострів                      | с-ще Чорний Острів у Хмельницькій області                   | 1556                                        |
| Малиничі                         | село у Хмельницькій області                                 | 1557                                        |
| Мацеїв                           | с-ще Луків у Волинській області                             | 1557 або кін. XVI ст.                       |
| Ожигівці                         | село у Хмельницькій області                                 | 1557                                        |
| Сенява (Соколівка)               | село Соколівка Бібрської ТГ у Львівської області            | 1558*                                       |
| Бариш                            | село в Тернопільській області                               | 1559                                        |
| Берестечко                       | місто у Волинській області                                  | 1559                                        |
| Добромиль                        | місто у Львівській області                                  | 1559*, 1566°                                |
| Коропець                         | село у Львівській області                                   | 1559                                        |
| Стрипа (Золочівка, Золочів)      | село Золочівка в Тернопільській області                     | 1559                                        |
| Бобрівці (Бобровиця)             | імовірно село Крутнів у Тернопільській області              | 1560                                        |
| Дорофіївці                       | село Дорофіївка в Тернопільській області                    | 1560                                        |
| Колищенці (Костянтинів)          | місто Старокостянтинів Хмельницької області                 | 1561                                        |
| Поліщенці                        | ?                                                           | 1561                                        |
| Монастир                         | село Тадані у Львівській області                            | 1563                                        |
| Романів                          | село у Львівській області                                   | 1563†                                       |
| Яричів                           | с-ще Новий Яричів у Львівській області                      | 1563, 1618                                  |
| Звенигород                       | ?                                                           | 1564                                        |
| Копичинці                        | місто в Тернопільській області                              | 1564                                        |
| Олика                            | с-ще у Волинській області                                   | 1564                                        |
| Залокоть                         | село у Львівській області                                   | 1565                                        |
| Мокряни                          | село у Львівській області                                   | 1565                                        |
| Підбуж                           | с-ще у Львівській області                                   | 1565                                        |
| Розлуч                           | село у Львівській області                                   | 1565                                        |
| Сокуль                           | село Сокіл у Волинській області                             | 1565                                        |
| Сприня                           | село у Львівській області                                   | 1565                                        |
| Підгороддя (Старий Рогатин)      | село в Івано-Франківській області                           | 1566                                        |
| Андріїв                          | село Новий Олексинець у Тернопільській області              | 1568                                        |
| Попівці                          | село в Тернопільській області                               | 1568                                        |
| Кальниболото                     | с-ще Калинопіль у Черкаській області                        | 1568?, 1792                                 |
| Городисько                       | село Городище Тернопільської ТГ в Тернопільській області    | 1569*                                       |
| Погорільці                       | село у Львівській області                                   | 1569*                                       |
| Раковець (Млинівці, Підстав'я)   | село у Львівській області                                   | 1569                                        |
| Розділ                           | с-ще у Львівській області                                   | 1569* або 1745                              |
| Купель (Крупіль)                 | село Купіль у Хмельницькій області                          | 1570                                        |
| Миколаїв                         | місто у Львівській області                                  | 1570, 1576, 1596, 1633, 1671 та ін.         |
| Містечко (Нове Місто Бережани)   | в складі Барежан в Тернопільській області                   | 1570*                                       |
| Фірлеїв                          | село Липівка Рогатинської ТГ в Івано-Франківській області   | 1570                                        |
| Дорофіїв (Ярофіїв)               | село Комарівка                                              | 1572                                        |
| Шпанів                           | село в Рівненській області                                  | 1572                                        |
| Хорлупи                          | село у Волинській області                                   | 1574                                        |
| Качин                            | село у Волинській області                                   | 1576                                        |
| Крупець                          | село у Рівненській області                                  | 1576                                        |
| Мовчанів                         | село у Волинській області                                   | 1576                                        |
| Козлів                           | с-ще в Тернопільській області                               | 1577                                        |
| Красне Велике                    | село Красне в Рівненській області                           | 1577                                        |
| Базалія (Базилія)                | с-ще у Хмельницькій області                                 | 1578, 1631                                  |
| Янів                             | село у Вінницькій області                                   | 1578                                        |
| Мосор                            | село Старий Мосир у Волинській області                      | 1578                                        |
| Милятин                          | село Новий Милятин у Львівській області                     | 1578                                        |
| Наварія                          | село у Львівській області                                   | 1578*                                       |
| Потік                            | с-ще Золотий Потік у Тернопільській області                 | 1578                                        |
| Плоскирів                        | місто Хмельницький, обласний центр                          | 1578                                        |
| Рогачин                          | село у Тернопільській області                               | 1578*                                       |
| Рохманів                         | село в Тернопільській області                               | 1578                                        |
| Хоростків                        | село Тустань в Івано-Франківській області                   | 1578                                        |
| Черче                            | село у Хмельницькій області                                 | 1578                                        |
| Чорнокозинці                     | село у Хмельницькій області                                 | 1578 або 1588                               |
| Делятин                          | с-ще в Івано-Франківській області                           | 1579                                        |
| Кисилин (Киселин)                | село у Волинській області                                   | 1580                                        |
| Княгин                           | село Княгининок у Волинській області                        | 1580                                        |
| Остропіль                        | село Старий Остропіль у Хмельницькій області                | 1580                                        |
| Трипілля                         | село в Київській області                                    | 1580                                        |
| Бишів                            | село в Київській області                                    | 1581, 1616                                  |
| Прилуки                          | місто, районний центр                                       | 1582                                        |
| Козлин                           | село у Рівненській області                                  | 1583                                        |
| Козятин                          | село у Волинській області                                   | 1583                                        |
| Ляхівці                          | с-ще Білогір'я у Хмельницькій області                       | 1583                                        |
| Новий Заслав                     | місто Ізяслав Хмельницької області                          | 1583, 1754                                  |
| Черняхів                         | с-ще в Житомирській області                                 | 1583                                        |
| Адамів                           | в складі Барежан в Тернопільській області                   | 1584                                        |
| Броди                            | місто у Львівській області                                  | 1584                                        |
| Корсунь                          | місто Корсунь-Шевченківський у Черкаській області           | 1584                                        |
| Фельштин                         | село Гвардійське у Хмельницькій області                     | 1584                                        |
| Брусилів                         | с-ще в Житомирській області                                 | 1585                                        |
| Переяслав                        | місто в Київській області                                   | 1585, 1665                                  |
| Васильків (Василів)              | місто у Київській області                                   | 1586                                        |
| Слостовичі                       | нині не існує                                               | 1586†                                       |
| Біла Церква                      | місто, районний центр                                       | 1588, 1615                                  |
| Вишогрод                         | нині не існує                                               | 1588†                                       |
| Белжець (Белзово)                | село Гончарівка Львівській області                          | 1588†                                       |
| Шарогрудек (Шаргород)            | місто у Вінницькій області                                  | 1588, 1765                                  |
| Паволоч                          | село в Житомирській області                                 | 1589                                        |
| Межиріч                          | село Великі Межирічі в Рівненській області                  | 1590 або 1605                               |
| Новий Малин                      | село Новомалин у Рівненській області                        | 1590                                        |
| Новий Ружинів (Бернава)          | с-ще Ружин в Житомирській області                           | 1590                                        |
| Солтанів (Соловйов)              | ?                                                           | 1590                                        |
| Зборів                           | місто в Тернопільській області                              | 1591*, 1689°                                |
| Лубни                            | місто, районний центр                                       | 1591                                        |
| Магерів                          | с-ще у Львівській області                                   | 1591 або 1595                               |
| Межирів                          | село у Вінницькій області                                   | 1591                                        |
| Дунаївці                         | місто у Хмельницькій області                                | 1529 або 1592, 1605                         |
| Лобня (Олександрів)              | ?                                                           | 1592                                        |
| Мошни                            | село в Черкаській області                                   | 1592                                        |
| Пирятин (Михайлів)               | місто в Полтавській області                                 | 1592                                        |
| Чигирин                          | місто у Черкаській області                                  | 1592                                        |
| Горловичі                        | ?                                                           | 1593                                        |
| Меджибіж                         | с-ще у Хмельницькій області                                 | 1593                                        |
| Форошня                          | село Нехворощ у Житомирській області                        | 1593                                        |
| Лугини                           | с-ще в Житомирській області                                 | 1595                                        |
| Микулинці                        | с-ще в Тернопільській області                               | 1595                                        |
| Суходоли                         | село у Львівській області                                   | 1595                                        |
| Дідів                            | ?                                                           | 1596                                        |
| Жовква                           | місто у Львівській області                                  | 1596*, 1603                                 |
| Підвисоке                        | село в Тернопільській області                               | поч. XVI ст. або 1595, до 1630°             |
| Рожаїв                           | ?                                                           | 1596                                        |
| Смолдирів                        | село в Житомирській області                                 | 1596                                        |
| Іскоростень                      | місто Коростень, районний центр                             | 1598                                        |
| Рожище                           | місто у Волинській області                                  | 1598                                        |
| Романів                          | с-ще Колки у Волинській області                             | 1598                                        |
| Сураж                            | село в Тернопільській області                               | 1599                                        |
| Улашківці                        | село в Тернопільській області                               | XVI ст.                                     |
| Березне                          | місто в Рівненській області                                 | XVI ст.                                     |
| Могилів-Подільський              | місто, районний центр                                       | поч. XVII ст., 1743                         |
| Виспа                            | село в Івано-Франківській області                           | 1600                                        |
| Горохів                          | місто у Волинській області                                  | 1600 або 1601                               |
| Дембно                           | місто Скалат у Тернопільській області                       | 1600                                        |
| Кошер                            | село Нові Кошари у Волинській області                       | 1600                                        |
| Новий Костянтинів                | село Новокостянтинів у Хмельницькій області                 | 1600, 1623                                  |
| Олександрія                      | село в Рівненській області                                  | 1600, 1604                                  |
| Брикун                           | село у Львівській області                                   | 1601*                                       |
| Канів                            | місто в Черкаській області                                  | 1601, 1665                                  |
| Ремезівці                        | село у Львівській області                                   | 1601*                                       |
| Фастів (Новий Верещин)           | місто, районний центр                                       | 1601                                        |
| Вишнівчик                        | село в Тернопільській області                               | 1602                                        |
| Болехів                          | місто в Івано-Франківській області                          | 1603                                        |
| Білий Камінь (Камінь)            | село у Львівській області                                   | 1603                                        |
| Межиріч                          | село в Рівненській області                                  | до 1605 або 1605                            |
| Михалпіль                        | село Михайлівка у Хмельницькій області                      | 1605                                        |
| Топорів                          | село у Львівській області                                   | 1605 або 1606                               |
| Чартория                         | ?                                                           | 1605, 1635                                  |
| Липовець                         | місто у Вінницькій області                                  | 1606                                        |
| Тетіїв                           | місто в Київській області                                   | 1606                                        |
| Вербовець                        | село у Вінницькій області                                   | 1607                                        |
| Полонне                          | місто у Хмельницькій області                                | 1607                                        |
| Сальниця                         | село у Вінницькій області                                   | 1607                                        |
| Бринці (Бранці)                  | село Вибранівка у Львівській області                        | 1609*                                       |
| Глібовичі                        | село у Львівській області                                   | 1609*                                       |
| Голгоча                          | село в Тернопільській області                               | 1610                                        |
| Отинія                           | село в Івано-Франківській області                           | 1610                                        |
| Струсів                          | село в Тернопільській області                               | 1610, 1771                                  |
| Локачі                           | с-ще у Волинській області                                   | 1611                                        |
| Ілів                             | село у Львівській області                                   | 1611                                        |
| Свірж                            | село у Львівській області                                   | 1611*                                       |
| Янів (Залісся)                   | с-ще Івано-Франкове у Львівській області                    | 1611, 1634, 1649                            |
| Деражня                          | місто у Хмельницькій області                                | 1614                                        |
| Деражне                          | село в Рівненській області                                  | 1614                                        |
| Тайкури                          | село у Рівненській області                                  | 1614                                        |
| Барок                            | село у Вінницькій області                                   | 1615                                        |
| Сасів                            | село у Львівській області                                   | 1615                                        |
| Крилів                           | нині не існує                                               | 1616, 1792                                  |
| Новий Став                       | ?                                                           | 1616                                        |
| Самуельпіль                      | нині не існує                                               | 1616                                        |
| Тихомль                          | село Тихомель у Хмельницькій області                        | 1616                                        |
| Хлапотин                         | село Красностав у Хмельницькій області                      | 1616                                        |
| Рава                             | місто Рава-Руська у Львівській області                      | 1617*                                       |
| Стохот                           | село Іванівка Рожищенської ТГ Волинської області            | 1618                                        |
| Касперівці                       | село в Тернопільській області                               | 1619                                        |
| Шепетівка                        | місто, районний центр                                       | 1619                                        |
| Богуслав                         | місто в Київській області                                   | 1620                                        |
| Вербів                           | село в Тернопільській області                               | 1620                                        |
| Медвин                           | село в Білоцерківському районі Київській області            | 1620, 1655                                  |
| Новгород-Сіверський              | місто, районний центр                                       | 1620 або 1752, або 1756                     |
| Креховичі (Райгород, Китайгород) | село в Івано-Франківській області                           | 1621*                                       |
| Лідихів                          | село в Тернопільській області                               | 1621                                        |
| Сквира                           | місто в Київській області                                   | 1620-ті                                     |
| Лисянка                          | с-ще в Черкаській області                                   | 1622                                        |
| Руда                             | село в Стрийському районі Львівської області                | 1622*                                       |
| Дашава                           | с-ще у Львівській області                                   | 1623*                                       |
| Перемишляни                      | місто у Львівській області                                  | 1617* або 1623, 1728                        |
| Чернігів                         | місто, обласний центр                                       | 1623, 1665                                  |
| Копайгород                       | с-ще у Вінницькій області                                   | 1624                                        |
| Норинськ                         | село в у Житомирській області                               | 1624                                        |
| Швейків                          | село в Тернопільській області                               | 1624                                        |
| Гоголів                          | село в Київській області                                    | 1625                                        |
| Липове                           | ?                                                           | 1625                                        |
| Ніжин                            | місто, районний центр                                       | 1625, 1665                                  |
| Красне                           | не існує                                                    | 1626*                                       |
| Підтемне                         | село у Львівській області                                   | 1626*                                       |
| Пісочна                          | село у Львівській області                                   | 1628*                                       |
| Борщів                           | місто в Тернопільській області                              | 1629                                        |
| Урмань                           | село в Тернопільській області                               | 1629*                                       |
| Фірлеївка (Вільшаниця)           | село Андріївка в Золочівському районі Львівської області    | 1629*, 1638°                                |
| Конюхи                           | село в Тернопільській області                               | 1630*                                       |
| Маркопіль                        | село у Львівській області                                   | 1630*                                       |
| Кошовград                        | село Кашівка або Підріжжя у Волинській області              | 1631 або 1635                               |
| Миргород                         | місто, районний центр                                       | 1631                                        |
| Славутин                         | місто Славута у Хмельницькій області                        | 1633, 1754                                  |
| Фошків                           | ?                                                           | 1633                                        |
| Борзна                           | місто в Чернігівській області                               | 1634                                        |
| Ксаверів                         | село в Житомирській області                                 | 1634                                        |
| Кременчук                        | місто в Полтавській області                                 | 1635                                        |
| Ставище (Любомир)                | селище в Київській області                                  | 1635                                        |
| Хоростків                        | місто в Тернопільській області                              | 1635*                                       |
| Немиричів                        | ?                                                           | 1636                                        |
| Заруддя                          | село Зборівської ТГ у Тернопільській області                | 1637*                                       |
| Коритків (Луща)                  | село Волоща у Львівській області                            | 1637*†                                      |
| Миньківці                        | село в Кам'янець-Подільському районі Хмельницькій області   | 1637                                        |
| Михнівка                         | село Дубровиця у Волинській області                         | 1637                                        |
| Жван                             | село у Вінницькій області                                   | 1638                                        |
| Опалин                           | село Вишнівка у Волинській області                          | 1638                                        |
| Богачка                          | с-ще Велика Багачка в Полтавській області                   | 1640                                        |
| Вінниця                          | місто, обласний центр                                       | 1640 (підтв.), 1650                         |
| Пилява                           | село у Хмельницькій області                                 | 1640                                        |
| Федорів                          | ?                                                           | 1640                                        |
| Добромир                         | ?                                                           | 1641                                        |
| Овруч                            | місто в Житомирській області                                | 1641                                        |
| Олевськ                          | місто в Житомирській області                                | 1641                                        |
| Глухів                           | місто в Сумській області                                    | 1644                                        |
| Кролевець                        | місто в Сумській області                                    | 1644                                        |
| Лохвиця                          | місто в Полтавській області                                 | 1644                                        |
| Соколівка                        | село в Золочівському районі Львівській області              | 1644                                        |
| Білоцерква                       | село Білоцерківка в Полтавській області                     | 1646                                        |
| Жванець                          | село у Хмельницькій області                                 | 1646                                        |
| Новий Бжезь                      | села Збриж Тернопільської та Хмельницької обл.              | 1646                                        |
| Мрин                             | село в Чернігівській області                                | 1647                                        |
| Липовець                         | село у Львівській області                                   | 1650°                                       |
| Станіславів                      | село Станіславчик у Львівській області                      | 1652*                                       |
| Батурин                          | місто в Чернігівській області                               | 1654                                        |
| Клевань                          | с-ще в Рівненській області                                  | 1654                                        |
| Медведівка                       | село в Черкаській області                                   | 1659                                        |
| Соколівка (Андріївка)            | село Станіславчик Золочівського району у Львівській області | 1661*                                       |
| Станиславів                      | місто Івано-Франківськ, обласний центр                      | 1662                                        |
| Рожнятів                         | с-ще в Івано-Франківській області                           | 1662*                                       |
| Козелець                         | с-ще в Чернігівській області                                | 1663, 1665                                  |
| Остер                            | місто в Чернігівській області                               | 1663, 1665                                  |
| Умань                            | місто, районний центр                                       | 1663, 1760                                  |
| Гадяч                            | місто в Полтавській області                                 | 1665°                                       |
| Винники                          | місто у Львівській області                                  | 1666, 1890                                  |
| Рафалівка                        | село Стара Рафалівка в Рівненській області                  | 1666                                        |
| Володимирець                     | с-ще в Рівненській області                                  | 1667                                        |
| Городенка                        | місто в Івано-Франківській області                          | 1668                                        |
| Миколаїв                         | село Львівського району у Львівській області                | 1670*                                       |
| Маріямпіль                       | село в Івано-Франківській області                           | 1670-ті                                     |
| Стратин                          | село в Івано-Франківській області                           | 1671*                                       |
| Міховичі                         | нині не існує                                               | 1674*                                       |
| Новий Витків (Вацлавів)          | село у Львівській області                                   | 1675*                                       |
| Ґнін (Жидівське Місто)           | в складі Городка Львівської області                         | 1684                                        |
| Тартаків                         | село у Львівській області                                   | 1685                                        |
| Кристинопіль                     | місто Шептицький у Львівській області                       | 1692*                                       |
| Гриців                           | с-ще у Хмельницькій області                                 | II пол. XVII ст., 1782°                     |
| Окопи Святої Трійці              | село Окопи в Тернопільській області                         | 1700 або 1701                               |
| Літнівці                         | с-ще Нова Ушиця у Хмельницькій області                      | 1702–1703 або 1748                          |
| Гримайлів                        | с-ще в Тернопільській області                               | 1720                                        |
| Почапинці                        | ?                                                           | 1720                                        |
| Снітків                          | село у Вінницькій області                                   | 1720                                        |
| Устечко                          | село в Тернопільській області                               | 1720                                        |
| Вижняни                          | село у Львівській області                                   | 1720                                        |
| Богусів                          | ?                                                           | 1723                                        |
| Куткір (Мар'янів)                | село у Львівській області                                   | 1727                                        |
| Дроговиж                         | село у Львівській області                                   | 1728*                                       |
| Завалів                          | село в Тернопільській області                               | 1729                                        |
| Тинна                            | село у Хмельницькій області                                 | 1730                                        |
| Турка                            | місто у Львівській області                                  | 1730*                                       |
| Холоїв                           | село Вузлове у Львівській області                           | 1733*                                       |
| Аннополь                         | нині в складі села Берездівців Львівської області           | 1741*                                       |
| Гайсин                           | місто, районний центр                                       | 1744                                        |
| Гранів                           | село у Вінницькій області                                   | 1744                                        |
| Кублич                           | село Кіблич у Вінницькій області                            | 1744                                        |
| Радехів                          | місто у Львівській області                                  | 1744*                                       |
| Маків                            | село у Хмельницькій області                                 | 1746                                        |
| Юзефгород                        | місто Балта в Одеській області                              | 1746 або 1776                               |
| Мельниця                         | с-ще Мельниця-Подільська в Тернопільській області           | 1747 або 1767                               |
| Рудки                            | місто у Львівській області                                  | I пол. XVIII ст.                            |
| Кропивна                         | село у Львівської області                                   | 1751*                                       |
| Пістинь                          | село в Івано-Франківській області                           | 1756                                        |
| Іллінці (Лінці)                  | місто у Вінницькій області                                  | 1757                                        |
| Турійськ                         | с-ще у Волинській області                                   | 1759                                        |
| Сможе                            | село у Львівській області                                   | 1760                                        |
| Янушгород                        | село Марківка у Вінницькій області                          | 1760 або 1767                               |
| Соколів                          | село в Житомирській області                                 | 1765                                        |
| Солотвин                         | с-ще в Івано-Франківській області                           | 1765                                        |
| Печеніжин                        | с-ще в Івано-Франківській області                           | 1766                                        |
| Заліщики                         | місто в Тернопільській області                              | 1766                                        |
| Берлинці Польові                 | село Польове у Вінницькій області                           | 1767                                        |
| Жаботин                          | село в Черкаській області                                   | 1771                                        |
| Сміла                            | місто в Черкаській області                                  | 1773                                        |
| Гориньград                       | село Гориньград Перший у Рівненській області                | 1777                                        |
| Почаїв                           | місто в Тернопільській області                              | 1778                                        |
| Коростишів                       | місто в Житомирській області                                | 1779                                        |
| Шатава                           | село у Хмельницькій області                                 | 1782                                        |
| Городня                          | місто в Чернігівській області                               | 1785                                        |
| Татариськи                       | село Ставище у Хмельницькій області                         | 1785                                        |
| Тульчин                          | місто, районний центр                                       | 1787                                        |
| Томашгород                       | село в Рівненській області                                  | 1788                                        |
| Свинюхи                          | село Привітне у Волинській області                          | 1790                                        |
| Білозір'я                        | село в Черкаській області                                   | 1791                                        |
| Махнівка                         | село у Вінницькій області                                   | 1791                                        |
| Тараща                           | місто в Київській області                                   | 1791                                        |
| Черкаси                          | місто, обласний центр                                       | 1791                                        |
| Звенигородка                     | місто в Черкаській області                                  | 1792                                        |
| Квітки                           | село в Черкаській області                                   | 1792                                        |
| Сахнівка                         | село в Черкаській області                                   | 1792                                        |
| Садагура                         | нині в межах Чернівців                                      | 1801                                        |
| Романів                          | с-ще в Житомирській області                                 | 1817                                        |
| Чернівці                         | місто, обласний центр                                       | 1832                                        |

Міста, про які відомо, що вони мали магдебурзьке право, проте в джерелах не знайдено точної дати:
- Бориспіль[310]
- Вороновиця[182] (на Буковині)
- Вороньків[311]
- Гостомель[312]
- Домонтов[313]
- Івниця[314]
- Ковшовата[315]
- Корчин[316]
- Лобачівка[317][п 7]
- Любартів[318]
- Михайлів (Лопань)[319]
- Охматів[320]
- Синиця[321]
- Судилків[322][323][п 5][п 7]
- Турчинівка (Турчин)[324]
- Чуднів[325]
- Шумбар[326][п 7]
- Янівка[327]

Позначення:
- * — перша згадка в статусі міста
- ° — повторний привілей
- † — нереалізована локація

## Сумнівний статус

### Сумнівні дати
Для деяких міст відомо, що в них було магдебурзьке право, проте є сумніви щодо років надання прав
| Місто      | Сучасне розташування           | Роки отримання права | Пояснення |
| ---------- | ------------------------------ | -------------------- | --- |
| Берестечко | місто у Волинській області     | 1547                 | у 1547 році надано привілей на заснування міста, а магдебурзьке право надано в 1559 році |
| Чигирин    | місто в Черкаській області     | 1529, 1589           | Микола Кобилецький подає дату 1529 року, проте вона не підтверджується іншими джерелами, до того ж місто було засновне пізніше. У статті Наталії Білоус подаються дати 1589 і 1592, проте в інших джерелах вказується, що 1589 року був виданий привілей на заснування міста, а в 1592 році місто отримало магдебурзьке право. |
| Хоростків  | місто в Тернопільській області | 1578                 | сплутано з іншим Хоростковим — у Галицькому повіті Руського воєводства, нині — село Тустань в Івано-Франківській області; Хоростків Теребовлянського повіту вперше згадується в міському статусі в 1635 році |

### Сумнівна наявність права
Наявність магдебурзького права у низки міст ставиться під сумнів дослідниками:
| Місто              | Сучасний статус                                              | Роки отримання права | Пояснення |
| ------------------ | ------------------------------------------------------------ | -------------------- | --- |
| Черленків          | село Селище Гніванської ТГ або Бохоники у Вінницькій області | 1448                 | сплутано з Червоногородом (нині Тернопільська область), нема підтверджень надання права саме Черленкову                                       |
| Великі Дорогостаї  | село Пугачівка в Рівненській області                         | XVI ст.              | надано привілей на заснування містечка без магдебурзького права                                                                               |
| Острожець          | село в Рівненській області                                   | 1528                 | надано привілей на заснування містечка без магдебурзького права                                                                               |
| Торговиця          | село в Рівненській області                                   | 1562                 | надано привілей на заснування містечка без магдебурзького права                                                                               |
| Погребище          | місто у Вінницькій області                                   | 1569                 | припущення за тогочасними польськими картами, підтверджуючих документів не знайдено, тому наявність магдебурзького права ставиться під сумнів |
| Літин              | селище у Вінницькій області                                  | 1578                 | надано привілей на заснування містечка без магдебурзького права                                                                               |
| Немирів            | місто у Вінницькій області                                   | 1581                 | сплутано з Немировом на Галичині |
| Латанець (Латанці) | с-ще Тростянець у Вінницькій області                         | 1744                 | сплутано з Літнівцями |
| Полтава            | місто, обласний центр                                        | 1752                 | було де-факто самоврядним містом без магдебурзького права                                                                                     |